# Elisa Pérez Vera
Elisa Pérez Vera (Soportújar (Granada), 1 de juny de 1940), és una jurista espanyola, catedràtica de Dret Internacional Privat a la Universitat Nacional d'Educació a Distància i magistrada del Tribunal Constitucional entre 2001 i 2012. El 1982 va ser nomenada Rectora de la UNED convertint-se en la primera rectora espanyola en una universitat pública. La Universitat Nacional d'Educació a Distància ha instituït el premi Elisa Pérez Vera per premiar treballs de recerca que tractin sobre gènere o feminisme. Des de novembre de 2018 forma part del Consell d'Estat d'Espanya.

## Trajectòria
Va néixer a Soportújar, filla d'Antonio Pérez Funes i de Francisca Vera Casares.
Va estudiar Dret a la Universitat de Granada, llicenciant-se el 1961 i doctorant-se el 1965. Des de 1961 va exercir la docència a la mateixa Universitat com a professora ajudant i des de 1967 com a professora adjunta.
Especialista en Dret Internacional, va ser membre de la delegació espanyola, en el comitè especial de les Nacions Unides per a la definició de l'agressió en Ginebra. Va participar com a ponent, assessora o experta en diversos comitès durant els anys 1971 a 1976 en la Conferència Internacional de l'Haia .
Des de 1975 fins a 1979 va ser professora agregada a la Universitat Autònoma de Madrid. Catedràtica de la Universitat de Santiago per uns mesos, en 1979 va passar a ocupar la càtedra de Dret Internacional Privat de la Universitat Nacional d'Educació a Distància.
El 1982 va ser triada rectora de la UNED convertint-se en la primera dona a accedir a un rectorat en una universitat pública espanyola (1982-1987). El 1987 va ser nomenada Secretària General de Consell d'Universitats, càrrec que va assumir fins a 1991.
Després d'un parèntesi motivat per qüestions de salut, va presidir el Consell Consultiu d'Andalusia entre 1994 i 2001.
A proposta del PSOE al Congrés dels Diputats, va ser nomenada magistrada del Tribunal Constitucional des de 2001, amb un mandat que, acabava el 7 novembre de 2010, però que es va prorrogar fins a 2012 per no haver-hi acord entre el PP i el PSOE al Congrés dels Diputats per a la renovació dels quatre magistrats corresponents.
Va ser la ponent inicial de la sentència de l'Estatut de Catalunya, redactant cinc esborranys favorables a l'Estatut que no van obtenir el suport del Ple. Finalment, a l'abril de 2010, es va encarregar de la ponència al magistrat Javier Delgado Barrios, que, després de ser rebutjat el primer esborrany redactat, va ser reemplaçat per la presidenta, María Emilia Casas Baamonde.
Pérez Vera va rebre crítiques per un dubtós repartiment de torn dels assumptes en el Tribunal Constitucional, ja que any i mig després de la sentència de l'Estatut de Catalunya li van ser adjudicats els assumptes relatius a la il·legalització de Bildu i posteriorment de Sortu, sobre els quals va emetre sengles esborranys favorables a la seva legalització, contraris a les sentències del Tribunal Suprem i que van ser aprovats pel ple de l'alt tribunal. La situació va ser feta pública per la presidenta de la Comunitat de Madrid, Esperanza Aguirre, que va titllar els fets de «vergonya» i va criticar durament la sentència per la seva tècnica defectuosa, en entrar en valoracions dels fets i de la prova, fora de la competència del Tribunal.

## Distincions
- Acadèmica corresponent de la Reial Acadèmia de Jurisprudència i Legislació.
- Acadèmica de nombre de la Reial Acadèmia de Jurisprudència i Legislació de Granada.

La Universitat Nacional d'Educació a Distància ha instituït el premi «Elisa Pérez Vera» per premiar treballs de recerca que tractin sobre gènere o feminisme.

## Condecoracions
- Llaç de dama de l'Ordre d'Isabel la Catòlica.
- Gran creu de l'Orde del Mèrit Aeronàutic.
- Medalla d'Andalusia.
- Filla predilecta de la província de Granada.